# Abelsk varietet
Abelsk varietet är inom algebraisk geometri en komplett algebraisk grupp. Namnet kommer av den norske matematikern Niels Henrik Abel. Det kan bevisas att gruppstrukturen hos en sammanhängande abelsk varietet automatiskt är kommutativ; detta är dock inte ursprunget till namnet. Snarare åsyftas Abels banbrytande undersökningar av integraler av algebraiska funktioner, vilka senare utvecklades och fördjupades av många betydande matematiker.

## Definition
En abelsk varietet är definitionsmässigt en sammanhängande, komplett algebraisk grupp över en kropp {\displaystyle k}. Det kan visas att varje sådan varietet är projektiv. Historiskt studerades abelska varieteter endast över de komplexa talen, där analytiska ("transcendenta") metoder finns tillgängliga. Givet den moderna definitionen kan man studera abelska varieteter över kroppar av talteoretiskt intresse, såsom ändliga kroppar.

## Exempel
- En elliptisk kurva är en endimensionell abelsk varietet.
- Låt {\displaystyle g\geq 1} vara ett heltal och låt {\displaystyle \mathbb {C} ^{g}} vara det {\displaystyle g}-dimensionella komplexa vektorrummet, betraktat som en grupp under addition. Låt vidare {\displaystyle \Lambda } vara ett gitter i {\displaystyle \mathbb {C} ^{g}}, dvs en diskret undergrupp av maximal rank. Då är kvoten {\displaystyle \mathbb {C} ^{g}/\Lambda } också en grupp, men inte nödvändigtvis en algebraisk varietet. Om den är en algebraisk varietet är den dock en abelsk varietet. I själva verket erhålls varje isomorfiklass av komplexa abelska varieteter på detta sätt, dvs. om {\displaystyle A} är en abelsk varietet definierad över {\displaystyle \mathbb {C} } finns {\displaystyle g} och {\displaystyle \Lambda } sådana att {\displaystyle A\simeq \mathbb {C} ^{g}/\Lambda }.
- En algebraisk kurvas jacobivarietet är en abelsk varietet. Om kurvans genus är 3 eller lägre erhålls varje abelsk varietet av motsvarande dimension som en jacobivaritet. I genus 4 och uppåt måste en abelsk varietet uppfylla ytterligare villkor för att vara någon kurvas jacobivarietet; att beskriva dessa villkor är känt som Schottkyproblemet efter Friedrich Schottky.
- Mer allmänt är en algebraisk varietets albanesevarietet en abelsk varietet.